# (5333) Kanaya
(5333) Kanaya – planetoida z pasa głównego asteroid okrążająca Słońce w ciągu 3 lat i 217 dni w średniej odległości 2,35 j.a. Została odkryta 18 października 1990 roku. Przed nadaniem nazwy planetoida nosiła oznaczenie tymczasowe (5333) 1990 UH.